# GSC4037-736
GSC4037-736 — хімічно пекулярна зоря спектрального класу B8, що має видиму зоряну величину в смузі V приблизно 10,1.